# 黃郁婷 (籃球運動員)
黃郁婷（1994年4月7日—），花蓮阿美族人，臺灣女子籃球運動員，場上位置為控球後衛，黃郁婷在家中排行第五，就讀懷生國中時是田徑、籃球雙棲運動員，畢業於普門高中、佛光大學，2017年從大學畢業後加盟電信女籃。2023年轉戰WCBA陕西女篮。

## 外部連結
- 黃郁婷的Facebook專頁
- 黃郁婷的Instagram帳戶
- 黃郁婷在Eurobasket.com（球員）（英语）